# ル・ヴェルドン＝シュル＝メール
ル・ヴェルドン＝シュル＝メール（フランス語: Le Verdon-sur-Mer、ガスコーニュ語: Lo Verdon de Mar）は、フランスのコミューン。ヌーヴェル＝アキテーヌ地域圏、ジロンド県、レスパール＝メドック郡、サン・ヴィヴィアン・ド・メドック小郡に属する。

## 地理
ル・ヴェルドン＝シュル＝メールは、ランド・デ・ガスコーニュ最北のコミューンであり、メドックの北端ポワント・ド・グラーヴ岬もここに属する。県庁所在地ボルドーの北西86.8km（道程98km）、郡庁所在地レスパール＝メドックの北北西28.2km（道程34km）、小郡庁所在地サン・ヴィヴィアン・ド・メドックの北12.7km（道程17km）の位置にある。
地域としては、ヨーロッパ大陸の大西洋沿岸（en:Atlantic Europe）、南フランス（もしくは南大西洋地域、ミディ・アトランティック(Midi atlantique)）、フランス南西部に属するアキテーヌ地域圏の一部である。
半島北端部という地勢のため、地続きで隣接するコミューンは南にスラック＝シュル＝メールがあるのみであるが、ジロンド川を渡ったところにロワイヤンがある。

### 交通
ポワント・ド・グラーヴがジロンド県の地方道であるD1215（旧国道N215）の終点であり、この道路はコミューン内を通って南へ通じ、サン・ヴィヴィアン・ド・メドックを経て南東方向へ進んで起点であるボルドーに至り、D101に接続する。西側に分岐する道路はスラック＝シュル＝メールを経てヴァンデ＝モンタリヴェに通じている。
オートルートは最も近いものでもボルドーの環状線A630であり、8番インターチェンジは南南東に91km離れている。
鉄道は電化されており、TERアキテーヌがボルドーのラウジ駅を起点とするラウジ-ポワント・ド・グラーヴ線を運営している。終点のポワント・ド・グラーヴ駅とル・ヴェルドン駅の二つの駅がコミューン内にある。
ジロンド川対岸のロワイヤンまで、ブロック港より渡し船が運航されており、航行時間は20分。2002年に689,800人であった利用者は2010年には利用者は907,000人に達した。

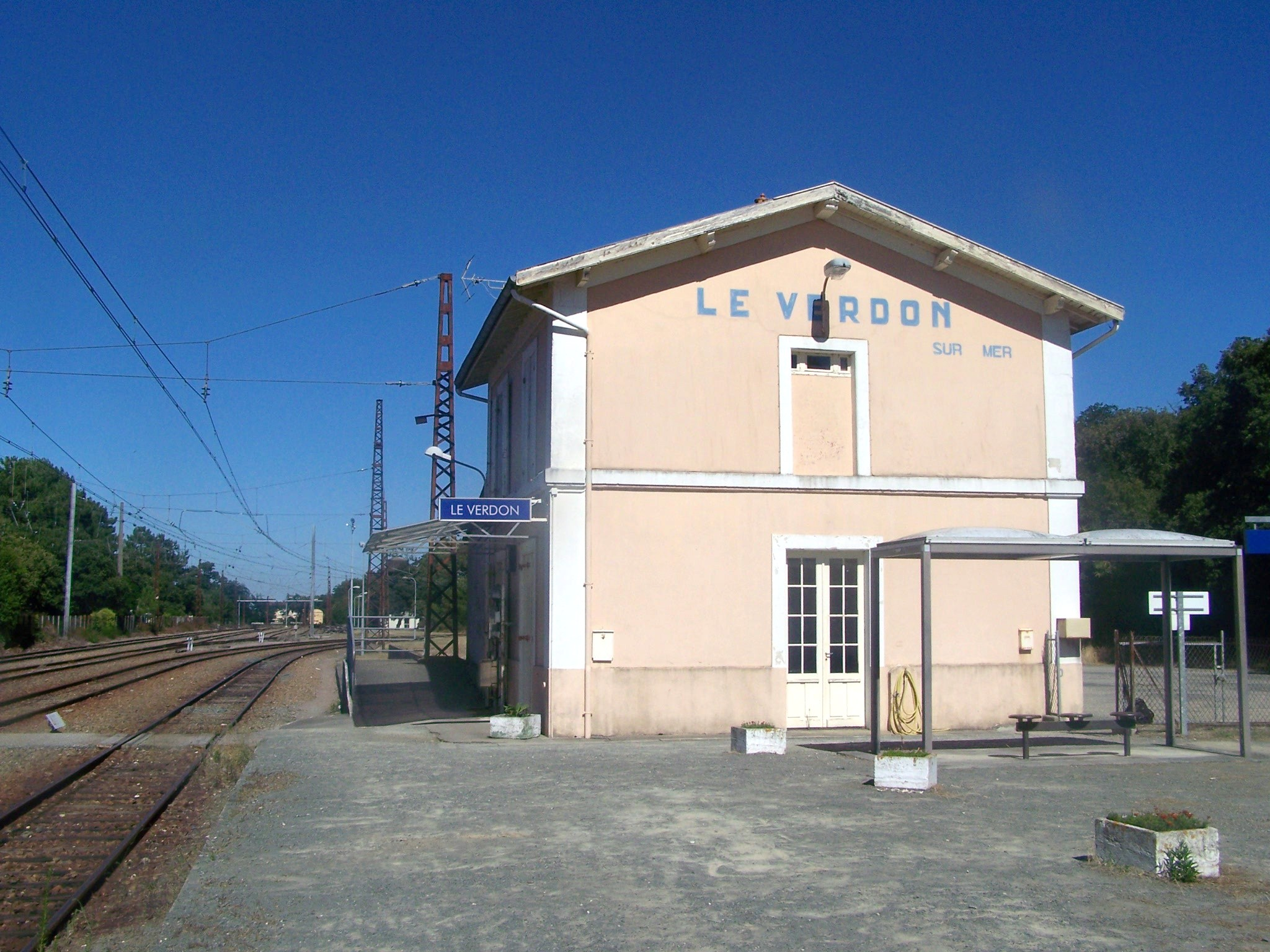
ル・ヴェルドン駅
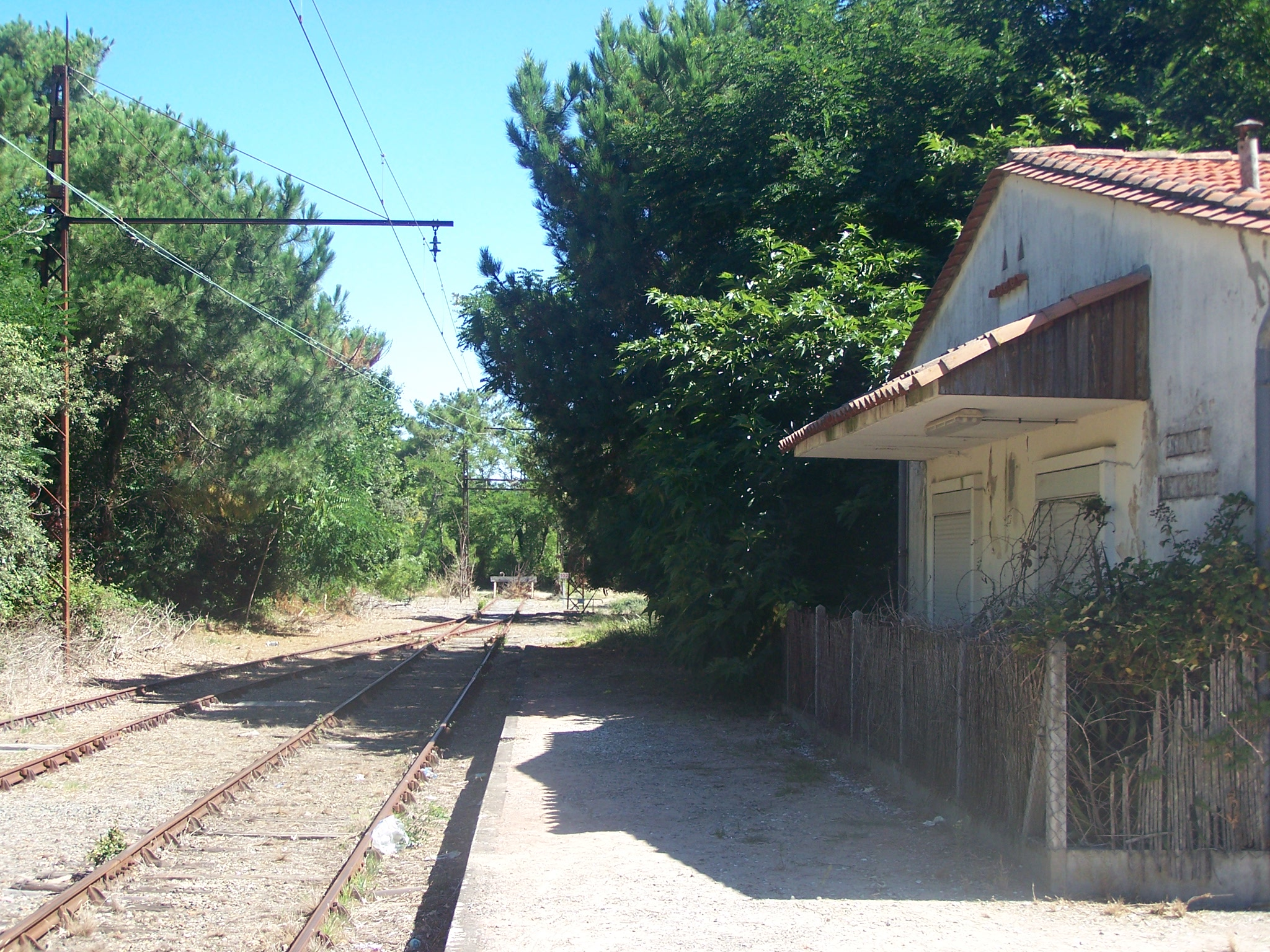
ポワント・ド・グラーヴ駅
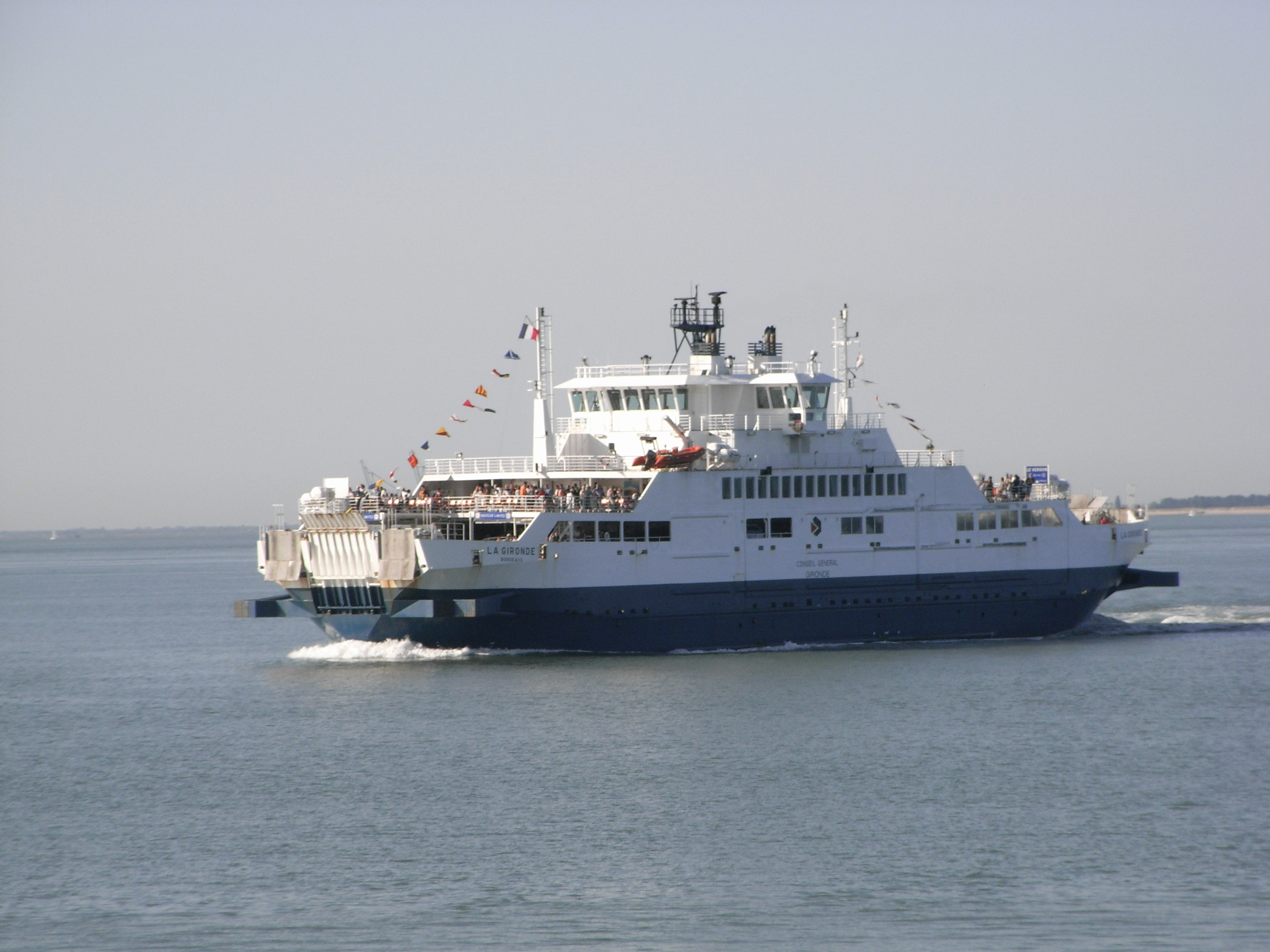
2002年建造のラ・ジロンド（La Gironde）
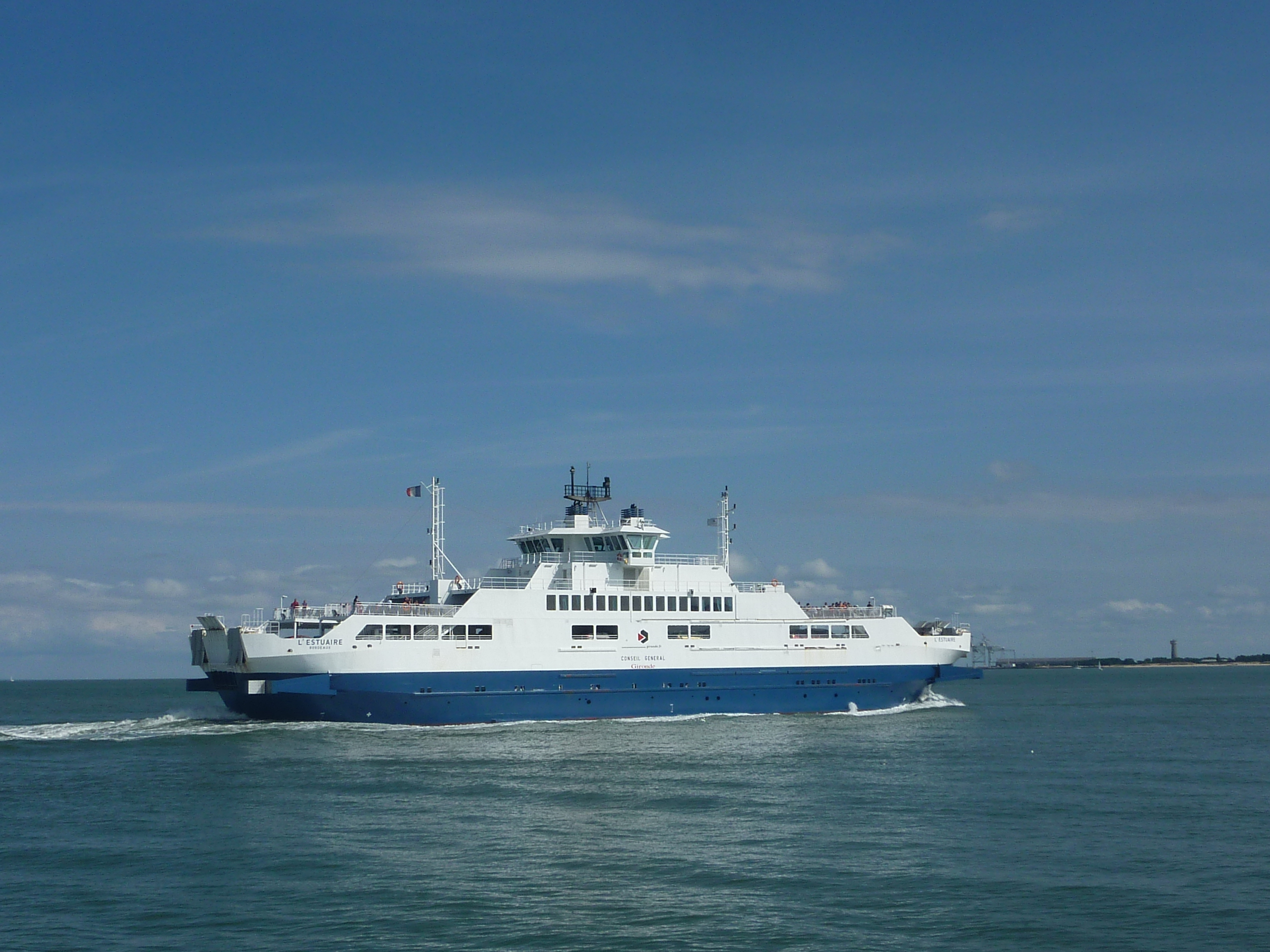
2009年建造のレステュエール（L'Estuaire）
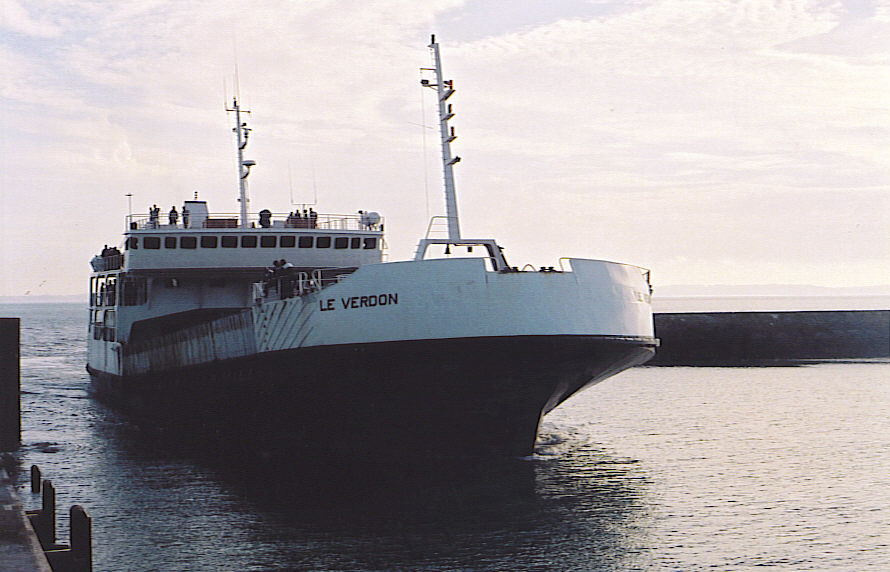
1978年建造のル・ヴェルドン（Le Verdon）

## 歴史
11世紀にはクリュニー会のサン・ニコラ・ド・グラーヴ修道院の分院があった。ジロンド川河口のコルドゥアンにて火を焚き、維持するのが修道士の務めであったが、修道院はいつしか砂の中に埋もれていった。
中世には、西風からの避難港として知られるようになった。ジロンド川から大西洋へ出航しようとする船の寄港地としても用いられた。
沖合の岩場にコルドゥアン灯台が建造されたのは、1584年から1611年にかけてであり、1789年には現在の装飾された姿になった。
1717年から1723年には、チャペルが船乗りたちに向けた精神的な支えとして建設された。
18世紀中頃、浸食が顕著になりスラックからポワント・ド・グラーヴに至る海岸線が補強された。排水路、防波堤、突堤の建設には130年を必要とし、完成したのは1844年のことであった。
中世から続く塩田を用いての製塩、漁業、農耕を営む村落としてスラックの一部であったが、1874年7月にル・ヴェドロンとして分離した。その後、1911年にル・ヴェルドン＝シュル＝メールと改称している。
1933年には、ボルドーの外港となり発展したが、ナチス・ドイツによる占領下で要塞化され、1945年ラ・ロシェル攻略作戦の一環としてロワイヤンからポワント・ド・グラーヴにかけて行われた連合軍の攻撃（ヴェネラブル作戦）によって破壊された。
大西洋横断航路の寄港地として用いられ、1966年から1986年の間に給油港としての機能が破壊された港湾設備の跡地に設けられた。また、3つの炭化水素集積所もコミューン内に設立された。1980年代に入りジロンド川流域の工業化が滞ると、文化遺産と自然環境を活用した観光地へと転身を図った。2004年、800隻が係留可能なメドック港がオープン。観光客の増加と合わせて宿泊施設の建設が進められている。

## 人口
21世紀に入り1万人以下のコミューンの国勢調査は5年おきとなった。2010年の調査では、住民は1356人となっている。
| 年   | 1876年 | 1881年 | 1886年 | 1891年 | 1896年 |
| 人口 | 733    | 763    | 764    | 742    | 736    |
| 年   | 1901年 | 1906年 | 1911年 | 1921年 | 1926年 |
| 人口 | 952    | 864    | 876    | 798    | 954    |
| 年   | 1931年 | 1936年 | 1946年 | 1954年 | 1962年 |
| 人口 | 1726   | 1578   | 1236   | 1397   | 1554   |
| 年   | 1968年 | 1975年 | 1982年 | 1990年 | 1999年 |
| 人口 | 1630   | 1648   | 1616   | 1344   | 1274   |
| 年   | 2006年 | 2009年 | 2010年 |        |        |
| 人口 | 1358   | 1334   | 1356   |        |        |

## 経済
ボルドー港の外港として、ヴェルドンターミナルが運営されている。この他、観光業が営まれている。
2007年よりLNGターミナルの建設計画が持ち上がり、70%の住民が反対していたがLNGタンカー用の施設建造計画は2011年より始動した。

## 観光
小規模なビーチが2つあり、一方はビスケー湾に面し、もう一方はジロンド川に面している。ジロンド川側は、ロワイヤンとの航路があるブロック港に加え2004年にメドック港が造成され、マリーナとなっている。
小規模なトレインツーリズムを展開するPGVS（ポワント・ド・グラーヴ、ヴェルドン、スラックの頭字語）が運行する列車は、ポワント・ド・グラーヴからスラック＝シュル＝メール北部のアロスまでの7kmに及ぶ独自の軌道を有し、7月から8月の間、森から海岸線にかけて運行する。この路線の付近には自転車による走行が可能なサイクリングロードが設けられている。
コミューンをサン＝ブレヴァン＝レ＝パンからサールに至るハイキングルートであるGR8と、サイクリングコースであるユーロヴェロの大西洋岸ルートが通っている。
砂丘、塩田、森林なども観光資源となっている。

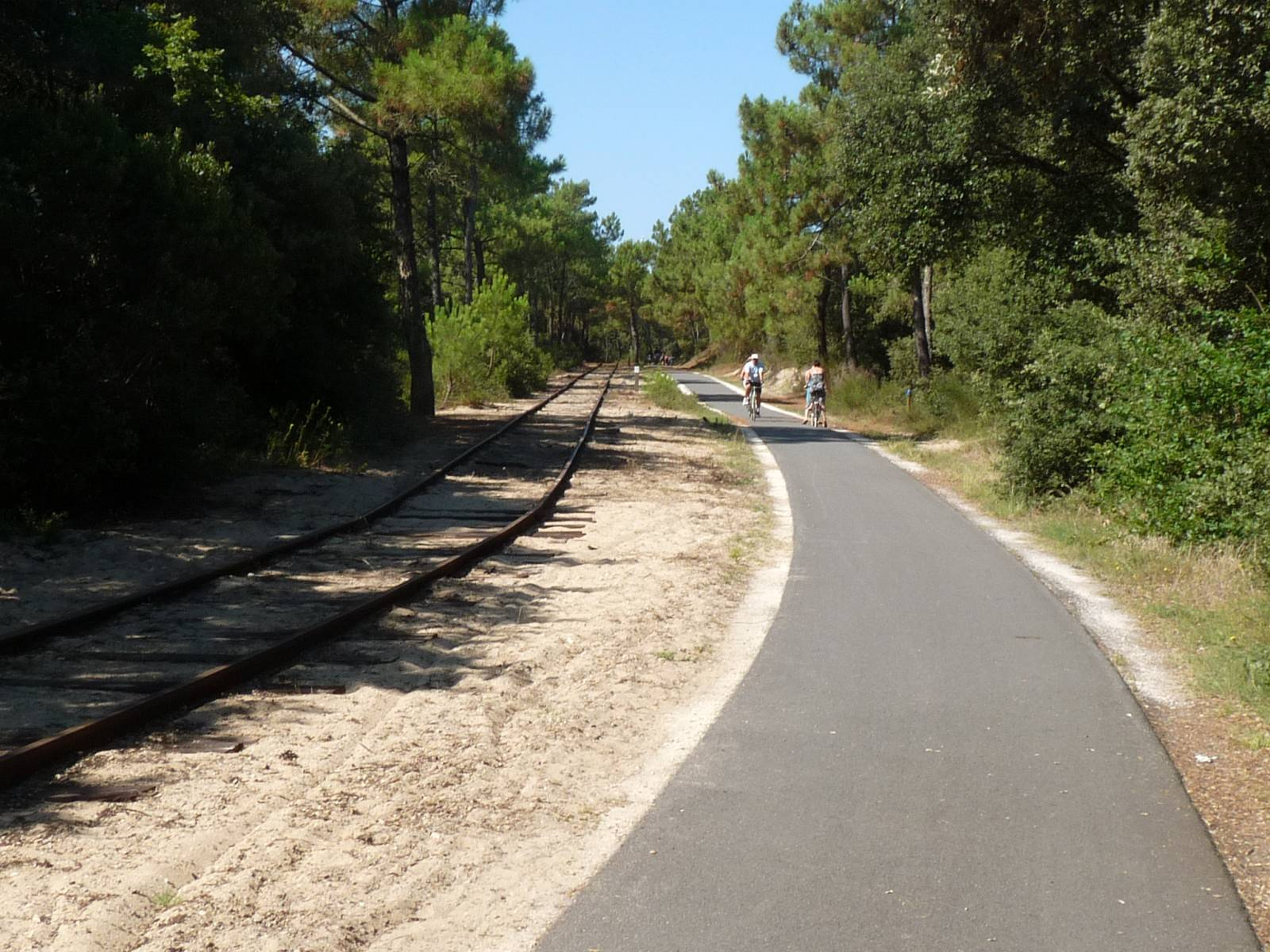
PGVSの軌道と、並行して走るサイクリングロード
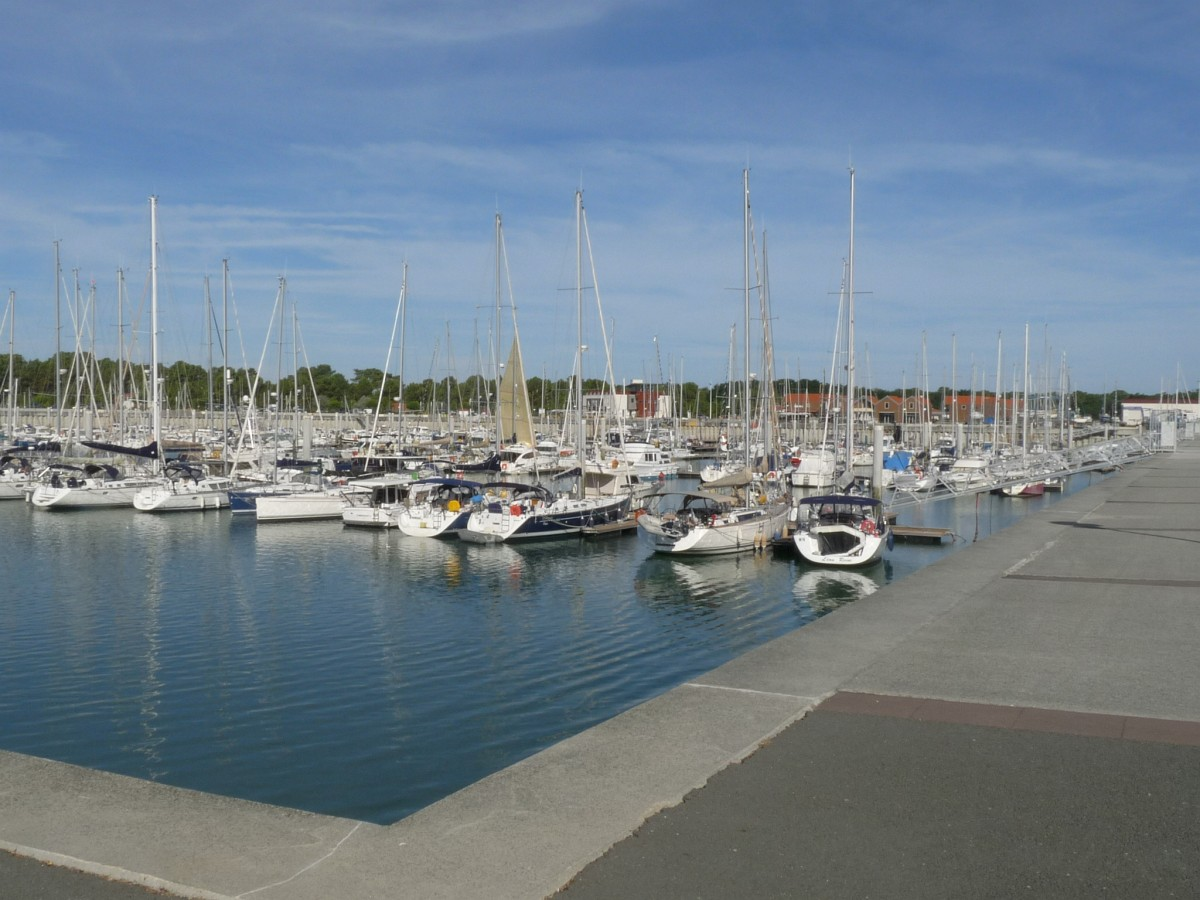
メドック港
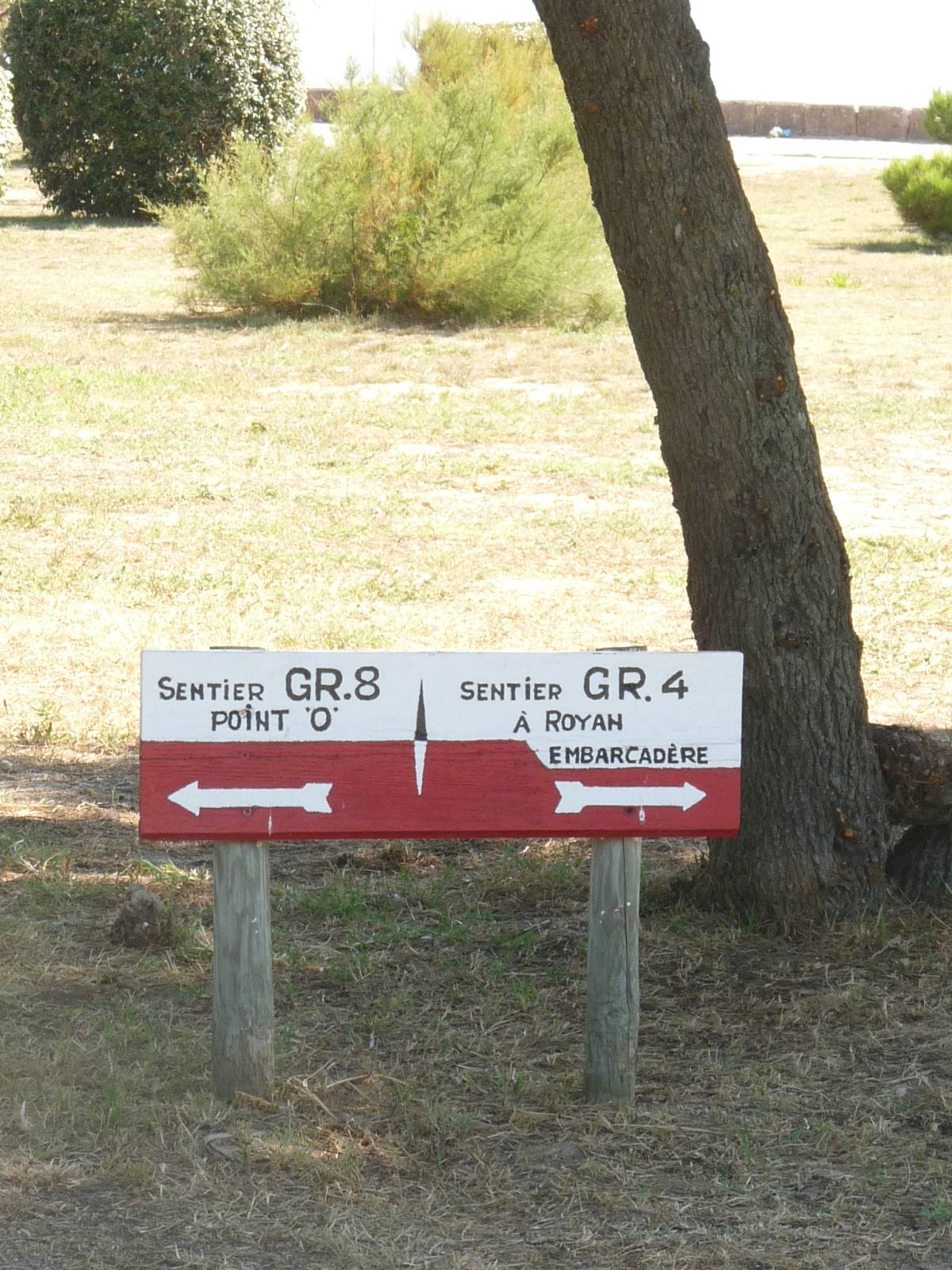
GR8の案内標識
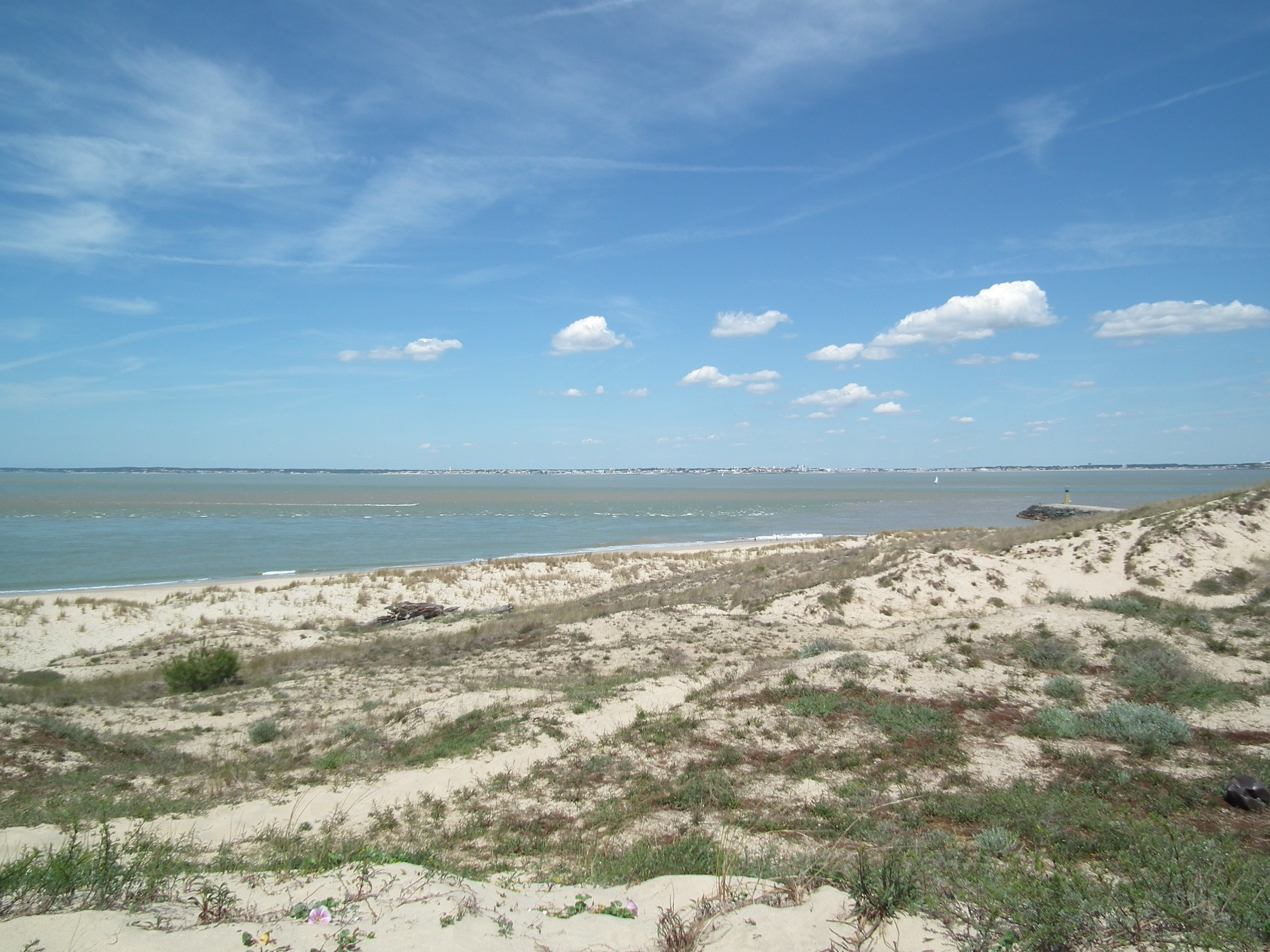
ポワント・ド・グラーヴ

## 建造物
1872年にゴシック・リヴァイヴァル様式の教会が建設されている。

### 歴史的建造物
- コルドゥアン灯台：1548年より建設され、1948年に電化された灯台。内部の豪華な装飾で知られている他、68mに達するその高さも有数のものである。干潮時に船で訪れることが可能。
- グラーヴ灯台（フランス語版）：ポワント・ド・グラーヴに建つ、現在では博物館となっている高さ28mの灯台。
- ブロック港：西風からの避難港として築かれた今なお現用の港。ロワイヤンへの渡し船が運航されている。
- 大西洋の壁：アロスまで続く要塞の一部が廃墟として残されている。
- カキ養殖に使用された小屋が現存している。
- ラ・ファイエットのアメリカへの渡航と、第一次世界大戦へのアメリカ合衆国の参戦の記念碑がポワント・ド・グラーヴに立っている。オリジナルは、1942年にナチス・ドイツによって爆破され、同所に再建されたものである。

### 施設
学校、郵便局などの施設がある。

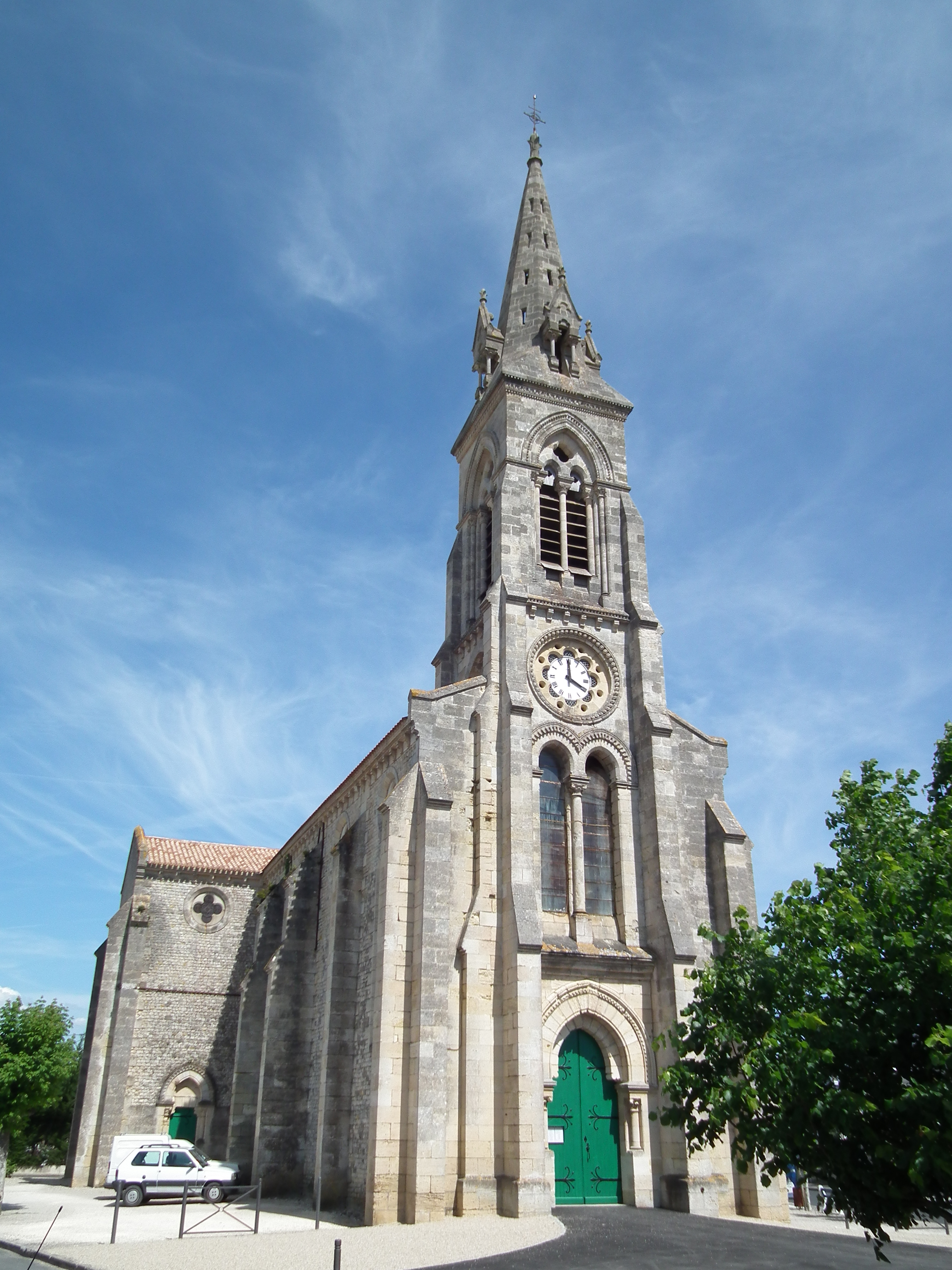
教会
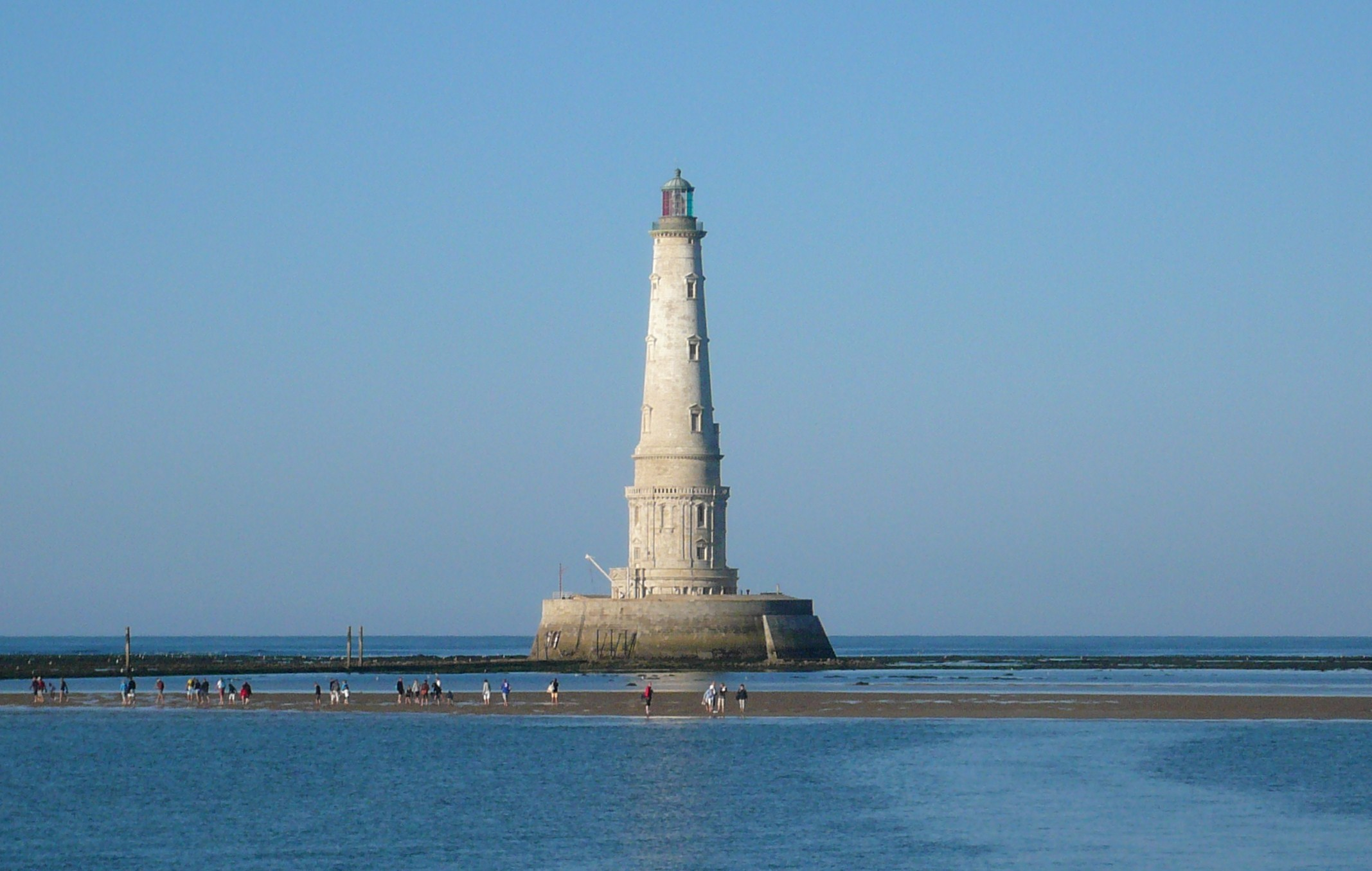
コルドゥアン灯台
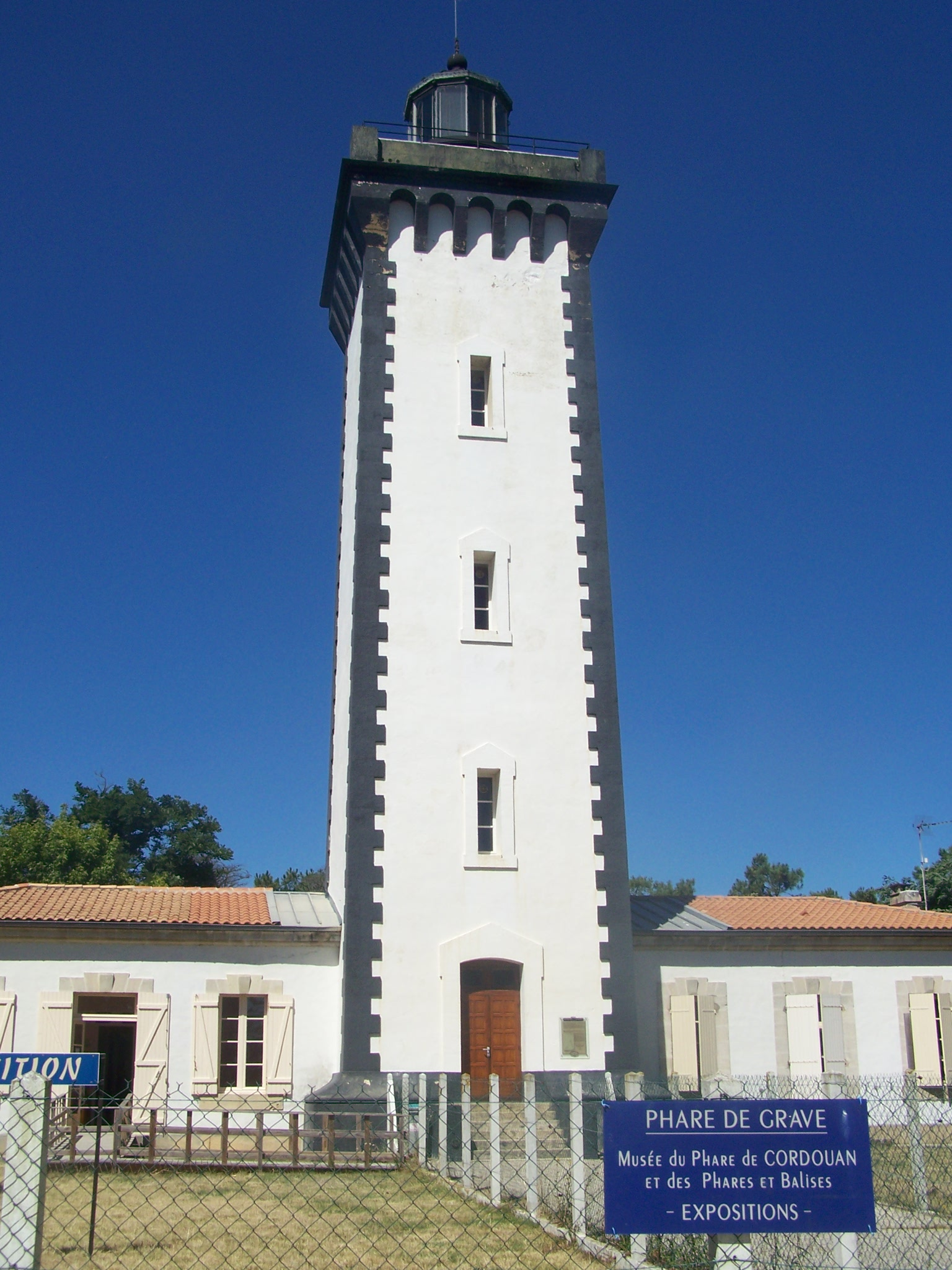
グラーヴ灯台
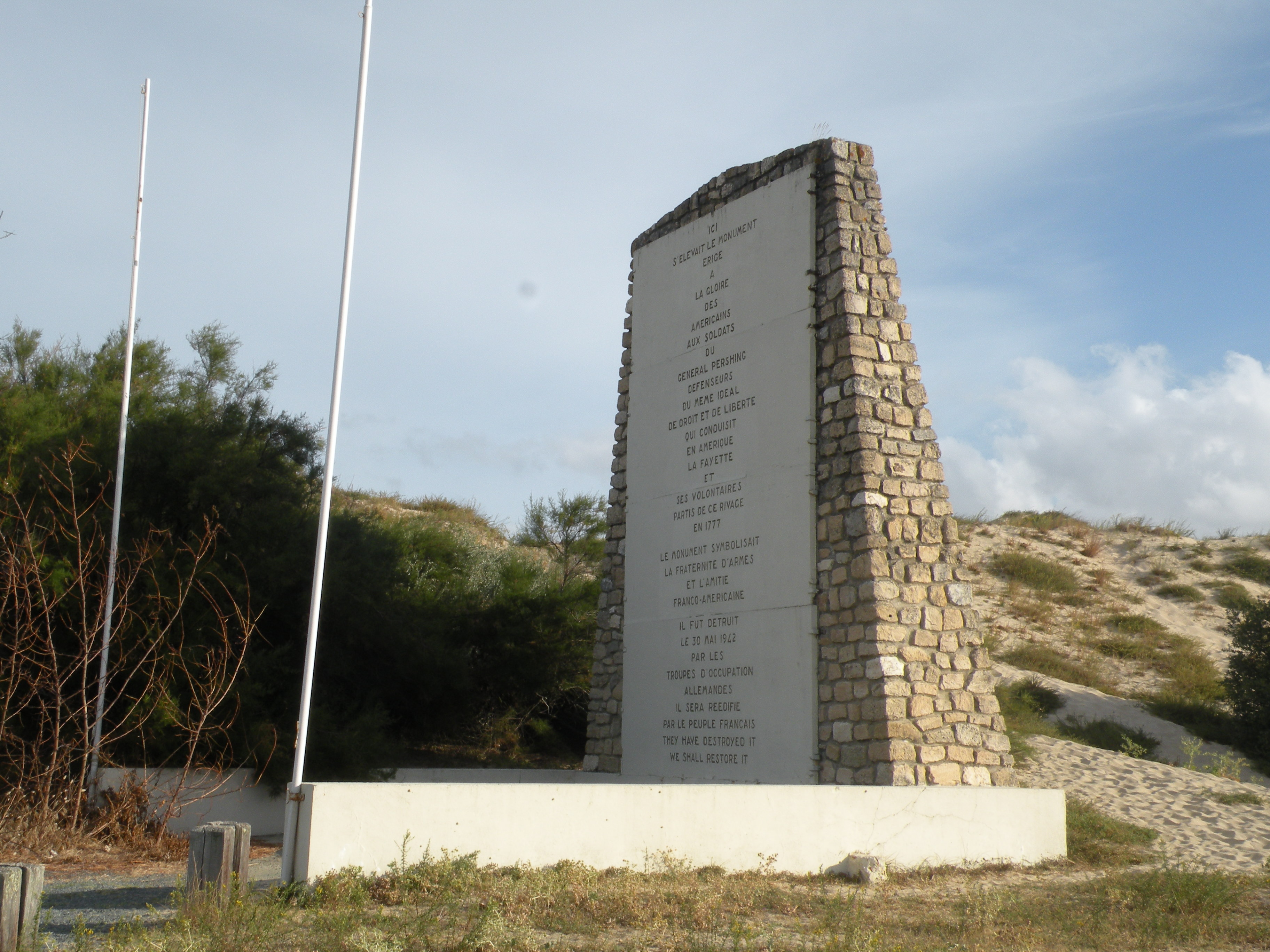
アメリカ合衆国参戦記念碑

## 注
1. ↑  2012年10月30日の時点において、ミシュランによるとボルドーからポワント・ド・グラーヴへ至る、交通量の多い路線である。
2. ↑  一部はボルドー＝サン＝ジャン駅から運行。
3. ↑  ポワント・ド・グラーヴは端点の一つであり、対岸のロワイヤンからGR4が始まる